# Camp Northern Lights

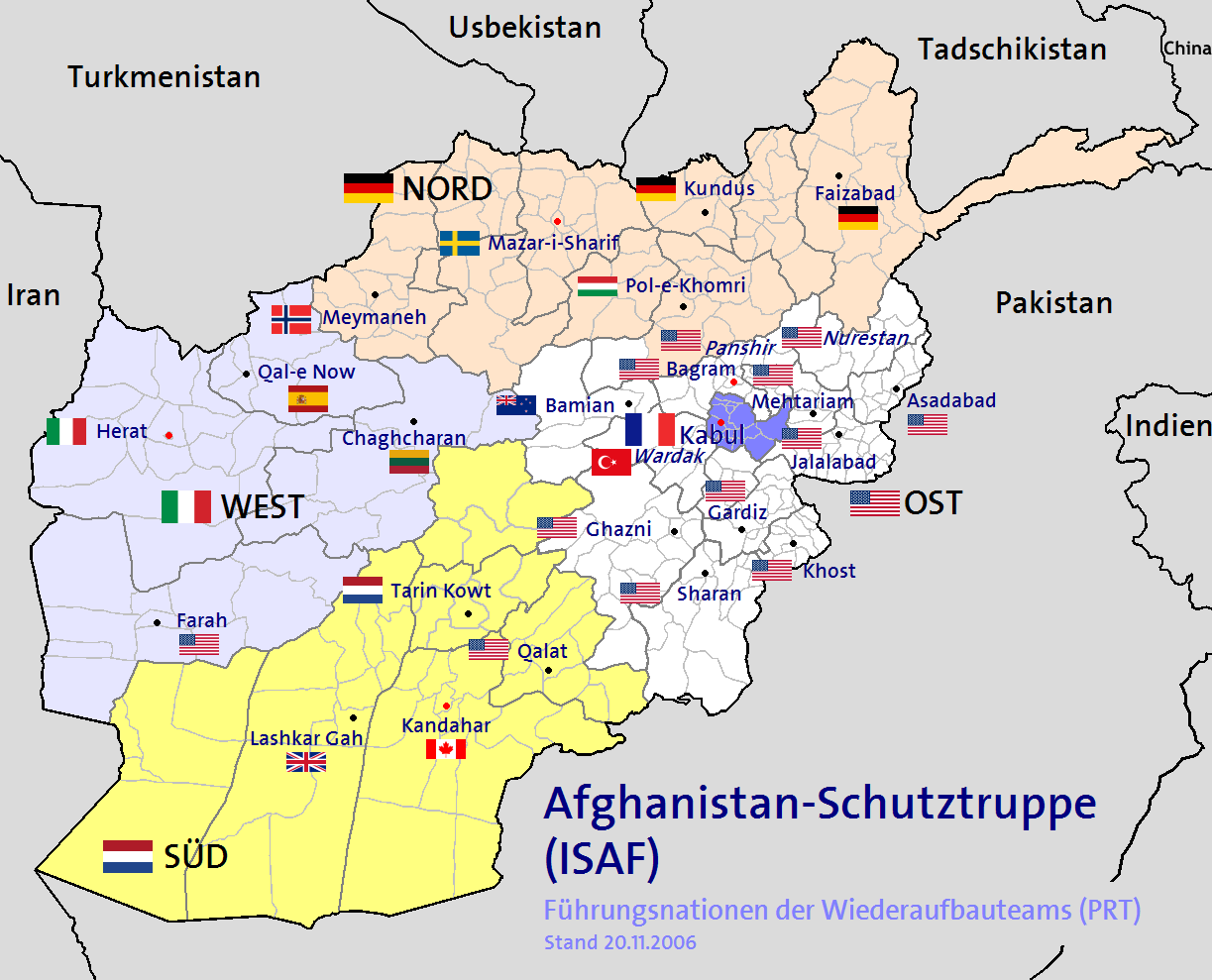
Karta över ISAF:s anläggningar.

Camp Northern Lights (CNL) var en militärförläggning i norra Afghanistan, belägen i sydöstra delen av Mazar-e Sharif. 2006-2014 var CNL högkvarter för PRT Mazar-e Sharif - den svenska delen av ISAF. Idag är förläggningen överlämnad till afghanska staten. 
När PRT Mazar-e Sharif stod under brittisk ledning hade styrkan sin förläggning i den västra delen av staden. Inför att Sverige skulle överta ansvaret påbörjades hösten 2005 en ny förläggning närmare flygplatsen. På grund av dåliga förbindelser fick materielen flygas in i sammanlagt 73 flygningar mellan mars och november. Förläggningen togs i operativt bruk den 16 mars 2006.
Förutom svenskar fanns det även soldater från Finland 
och Polen grupperade på basen. Torsdagen den 26 juni 2014 överlämnade överste Mats Ludvig, kontingentschef för den svenska afghanistanstyrkan, nycklarna till Camp Northern Lights till generalmajor Vesa, chef för den 209:e kåren i den afghanska armén.
En tretungad flagga som vajat över CNL är idag upphängd i försvarsutskottets sammanträdesrum.